# Jim Hagedorn

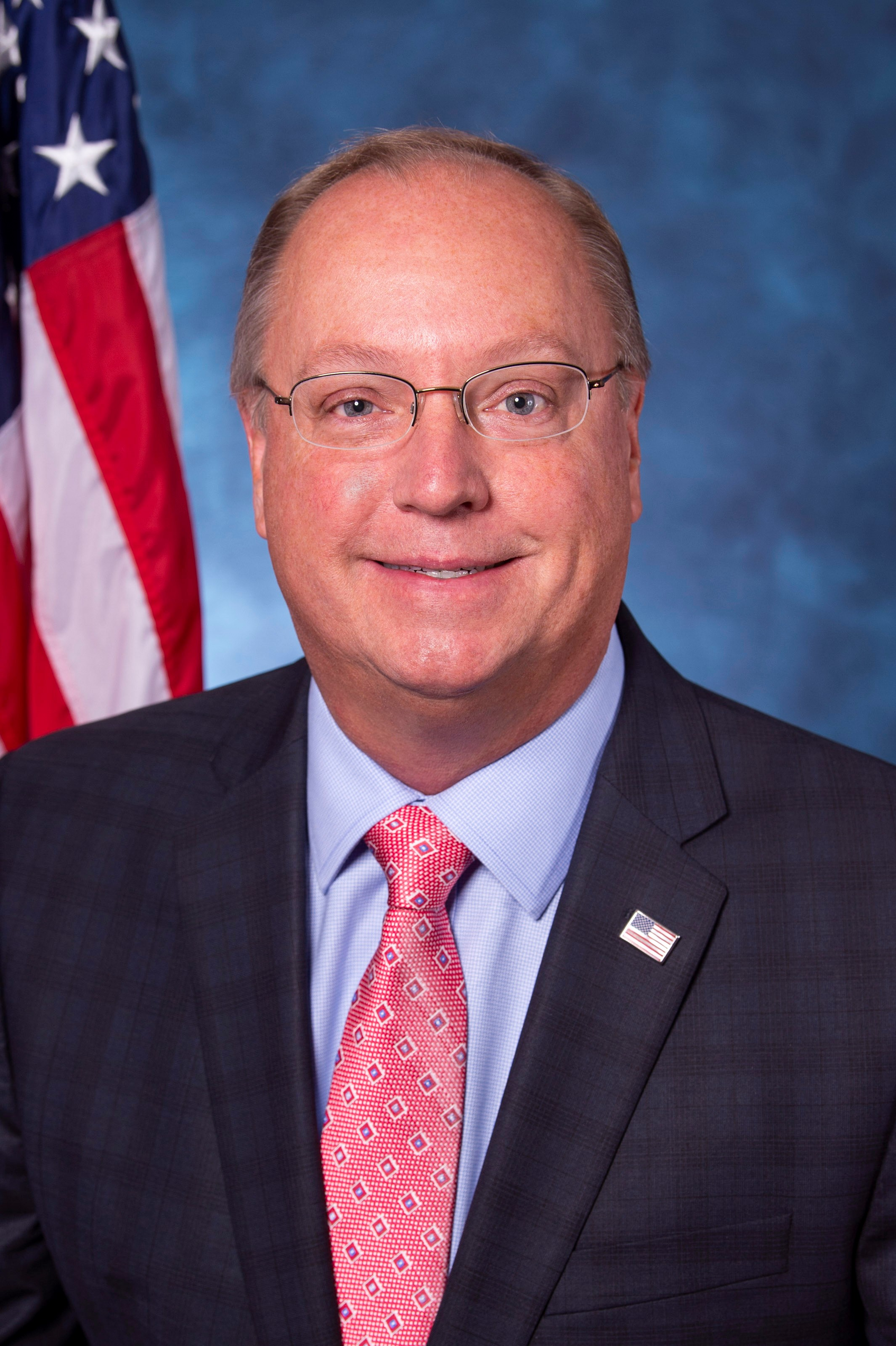
Jim Hagedorn (2019)

James Lee „Jim“ Hagedorn (* 4. August 1962 in Blue Earth, Faribault County, Minnesota; † 17. Februar 2022) war ein amerikanischer Politiker der Republikanischen Partei. Er vertrat von Januar 2019 bis zu seinem Tod den ersten Distrikt des Bundesstaats Minnesota im Repräsentantenhaus der Vereinigten Staaten. Vorher war er im US-Finanzministerium tätig.

## Leben
Jim Hagedorn wuchs in der Nähe von Truman auf, wo seine Eltern und Großeltern eine Farm bewirtschafteten. Als sein Vater Tom Hagedorn später Kongressabgeordneter wurde, zog die Familie in die Nähe von Washington, D.C. Hagedorn studierte an der George Mason University und erwarb einen Bachelor in Politik und Verwaltung.
Ab 1984 arbeitete Hagedorn für den Kongressabgeordneten Arlan Stangeland. Er wechselte 1991 in das Finanzministerium, wo er für den Financial Management Service, der Gelder für Bundesprogramme verwaltet, tätig war. Später wechselte er in das Bureau of Engraving and Printing, das das Papiergeld herausgibt.
Hagedorn lebte in Blue Earth und gehörte einer lutherischen Kirche an.

## Politik
Hagedorn trat zweimal gegen den vormaligen Mandatsinhaber des ersten Distrikts, Tim Walz, an. 2014 unterlag er Walz deutlich. Bei der Wahl 2016 konnte er diesem mit 49,6 zu 50,3 % der Stimmen nahekommen. Der Distrikt galt als sicher demokratisch.
Bei den Wahlen zum US-Repräsentantenhaus 2018 trat Hagedorn erneut an. Walz kandidierte nicht wieder, da er sich erfolgreich um das Amt des Gouverneurs von Minnesota bewarb. Hagedorn war in den republikanischen Vorwahlen mit 60,1 % der Stimmen der erfolgreichste von vier Kandidaten. Bei den allgemeinen Wahlen siegte er knapp gegen Dan Feehan, den Kandidaten der Demokraten. Hagedorn erreichte 50,1 % der Stimmen, Feehan erhielt 49,7 %. Dies war einer von nur zwei hinzugewonnenen Wahlkreisen für die Republikanische Partei. Hagedorn trat sein Mandat am 3. Januar 2019 an. Bei den Wahlen 2020 konnte er seinen Sitz im Repräsentantenhaus des 117. Kongresses verteidigen. Er starb am 17. Februar 2022 an Nierenkrebs. Seine Nachfolge im ersten Distrikt trat am 12. August sein Parteikollege Bradley Howard Finstad an.

### Ausschüsse
Hagedorn war Mitglied in folgenden Ausschüssen des Repräsentantenhauses:
- Committee on Agriculture
  - Biotechnology, Horticulture, and Research
  - Livestock and Foreign Agriculture
- Committee on Small Business
  - Contracting and Infrastructure
  - Oversight, Investigations, and Regulations
  - Underserved, Agricultural, and Rural Business Development (Ranking member)